# Tetjana Kočerhina
Tetjana Ivanivna Makarec', coniugata Kočerhina (in ucraino Тетяна Іванівна Макарець-Кочергіна?, in russo Татьияна Ивановна Кочергина Макарец?, Tat'jana Ivanovna Makarec-Kočergina; Ovidiopol', 26 marzo 1956), è un'ex pallamanista sovietica, dal 1991 ucraina.

## Biografia
Ha giocato nella pallamano dal 1968 e nel 1973 ha preso parte della squadra nazionale sovietica. Con questa ha vinto due medaglie d'oro alle Olimpiadi del 1976 e del 1980 e tre medaglie ai campionati del mondo. È stata anche la miglior marcatrice dei Campionati mondiali del 1975.
Nel 1976 si è sposata con Sergej Kočerhin, anche lui pallamanista, cambiando il cognome. Nel 1981 si è ritirata dalla nazionale a causa di alcuni infortuni e nello stesso anno ha avuto una figlia. Ha continuato invece a giocare nei club fino al 1987, quando si è ritirata definitivamente.

## Palmarès

### Nazionale

#### Giochi olimpici
- Montréal 1976: oro.
- Mosca 1980: oro.

#### Campionati mondiali
- 1973: bronzo.
- 1975: argento.
- 1978: argento.